# 보편관할권
보편관할권(普遍管轄權, Universal jurisdiction)은 인도에 반한 죄 등의 국제범죄에 대해서는 어느 나라에서도 재판 관할권이 인정되는 것을 말한다.
1985년 제정된 스페인 법원기본법 제23조 제4항에는 "스페인인 또는 외국인이 국외에서 저지른 집단학살이나 테러와 같은 범죄는 스페인 법원이 관할권을 갖는다." 라고 명시되어 있다.
2002년 발효된 국제형사재판소에 관한 로마규정은 보편관할권이라기 보다는 회원국이 국제형사재판소에 관할권을 인정하는 방식이라서 스페인 보다는 제한적이지만, 최근의 국제적인 노력의 큰 성과이다.

## 같이 보기
- 발타사르 가르손